# Las Regueras
Las Regueras (in castigliano) o Les Regueres (in asturiano) è un comune spagnolo di 2 145 abitanti situato nella comunità autonoma delle Asturie. Nella località di Valduno scorre il fiume Nalón.